# Rinnenthal
Rinnenthal ist ein Kirchdorf und Gemeindeteil von Friedberg bei Augsburg, in dem 853 Menschen ihren Hauptwohnsitz gemeldet haben (Stand: 31. Dezember 2020).

## Name
Rinnenthal bedeutet so viel wie „Siedlung in einer Geländerinne“. Eine andere weit verbreitete Theorie besagt, dass der Name von dem Geschlecht der de Rinnentale, das dort im 12. Jahrhundert wahrscheinlich seine Güter hatte, stammt.

## Geografie
Rinnenthal liegt am Eisenbach, unweit dessen Mündung in die Paar (einem rechten Nebenfluss der Donau) und etwa 6 km östlich von Friedberg (Bayern).

## Geschichte
Rinnental wurde 1130 das erste Mal urkundlich erwähnt, ist aber vermutlich deutlich älter. Im Dreißigjährigen Krieg wurde Rinnenthal 1632 von den Schweden stark verwüstet. Rinnental war um 1500 und von 1643 bis 1835 Hofmark. Das Hofmarkschlösschen wurde 1835 abgerissen.
Rinnenthal wurde im Zweiten Weltkrieg während eines Fliegerangriffes auf Augsburg beinahe bombardiert, die Bomben detonierten jedoch nur im Stall des Hofwirts und wenige hundert Meter neben dem Dorf. Der nach dem Ende des Krieges einsetzende Zustrom an osteuropäischen Flüchtlingen ließ die Einwohneranzahl von 280 auf 435 ansteigen.
In den 1960er Jahren wurde Rinnenthal an das Kanalisationssystem angeschlossen, außerdem wurde eine Beleuchtung für die nun asphaltierten Straßen installiert.
Im Zuge der Gebietsreform in Bayern wurde Rinnenthal am 1. Januar 1972 nach Ottmaring eingegliedert und als Teil dieser Gemeinde am 1. Mai 1978 nach Friedberg umgegliedert.
Zur Erinnerung an die im Ersten Weltkrieg gefallenen Söhne der damaligen Gemeinde wurde eine Kriegerdenkmal errichtet.

## St. Laurentius

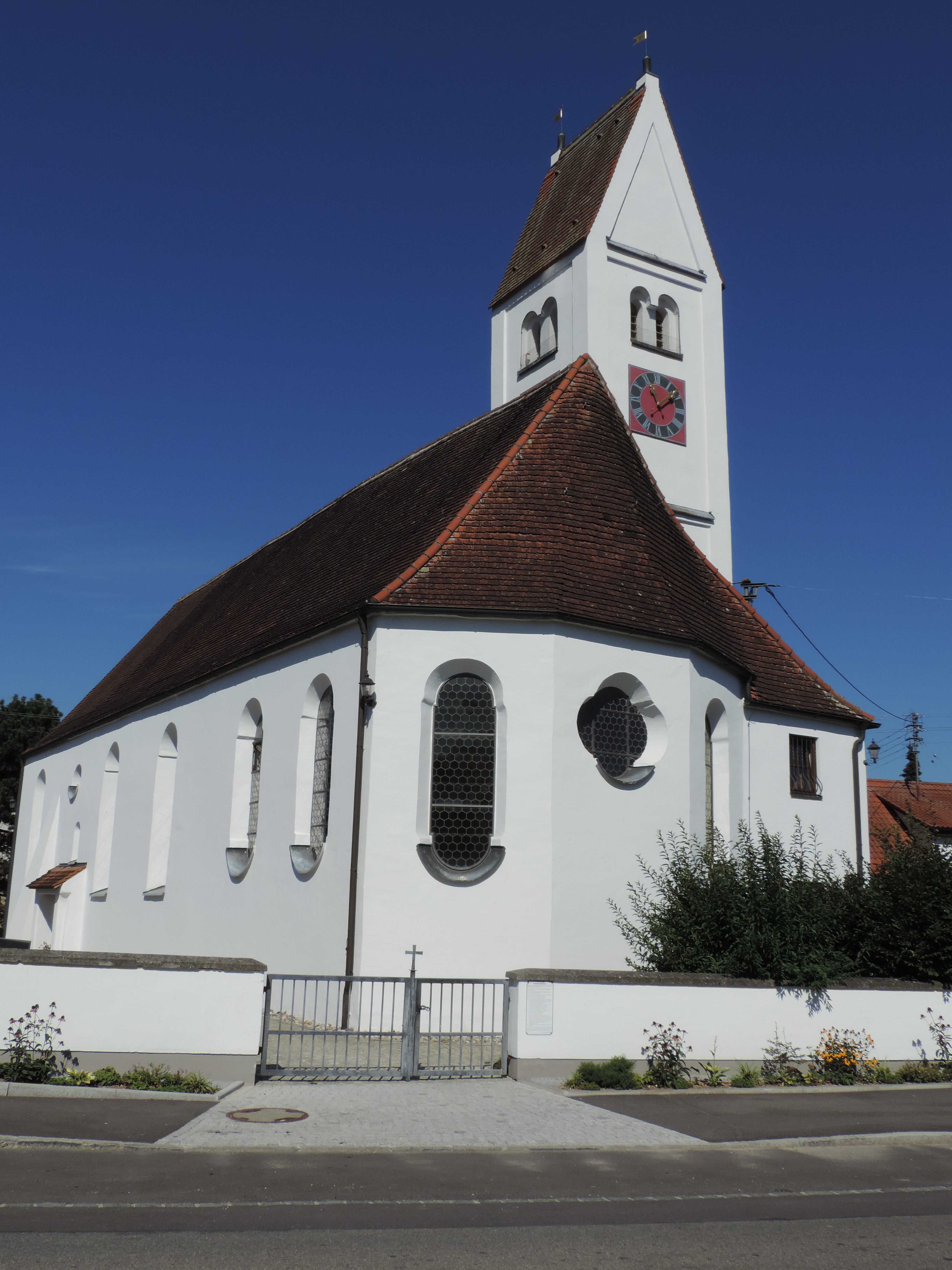
Kirche St. Laurentius

Die Kirche hieß ursprünglich St. Vitus und wurden in romanischer Zeit errichtet. Auf die zweite Hälfte des 15. Jahrhunderts datiert der Chorbau und der Turm in seiner jetzigen Höhe. Anfang des 18. Jahrhunderts wurde die Kirche umgebaut und dem heiligen Laurentius geweiht.

## Vereine und Verbände
- BC-Rinnenthal
- Freiwillige Feuerwehr
- CSU-Ortsverband
- Garten- und Blumenfreunde Rinnenthal
- Imkerverein Friedberg
- Katholische Landjugend Rehrosbach-Rinnenthal
- Rinnadoia Hittn e. V.
- Kirchenchor Rinnenthal
- Schützenverein „Eisbachthaler“ Rinnenthal
- Veteranen- und Soldatenverein Rinnenthal